# Шалегово
Шале́гово (рос. Шалегово) — село у складі Орічівського району Кіровської області, Росія. Адміністративний центр Шалеговського сільського поселення.
Населення становить 380 осіб (2010, 475 у 2002).
Національний склад станом на 2002 рік — росіяни 87 %.